# Леонид Стадник
Леонид Стадник Степанович (укр. Леонід Степанович Стадник; Подолиантси, 5. август 1970 — Подољанци, 24. август 2014) био је Украјинац који је наводно био висок 2,57 метра. Ако је његова висина тачна онда је он био највиши живи човек на свету у периоду у ком је живео. 

## Гинисова књига рекорда
8. августа 2007. је Гинисова књига рекорда изјавила да је Леонид Стадник виши од кинеза Бао Сишуна. Бао је висок 2,36 метара. Иако је титулу највишег човека на свету одржао 1 годину, одбио је да се измери и тиме се његова висина није могла потврдити. Његова висина није никад званично измерена од стране Гинисове књиге рекорда, само од стране Украјинске књиге рекорда, која је изјавила да је висок 2,57 метара.
Леонид Стадник је био проглашен за највишег живог човека на свету од стране Гинисове књиге рекорда. 20. августа 2008. је главни уредник Гинисове књиге рекорда, Крег Глендај изјавио како је највиши живи човек на свету кинез Бао Сишун. Тиме је Леонид изгубио ову титулу.

## Смрт
Умро је од можданог удара, 24. августа 2014. године. Украјински медији су изјавили да се није осећао добро те да је примљен у болницу где је и умро. Покопан је 26. августа 2014. године.